# Luca Mantini
Luca Mantini (Firenze, 18 ottobre 1946 – Firenze, 29 ottobre 1974) è stato un terrorista italiano degli anni di piombo.

## Biografia
Mantini era uno studente universitario fiorentino, di estrazione proletaria, che iniziò il suo percorso politico all'interno di Lotta Continua. In seguito agli scontri avvenuti nel 1972 a Prato, durante un comizio elettorale del Movimento Sociale Italiano, Mantini viene arrestato e rinchiuso nel carcere di Firenze, per poi subire una condanna a due anni e otto mesi per lancio di bottiglie molotov. Grazie alla legge Valpreda sconterà solo nove mesi di carcere.
Nel carcere toscano Mantini fa una scelta inusuale, rifiuta di essere recluso con gli altri detenuti politici e sceglie la convivenza con i delinquenti comuni, i cosiddetti “extralegali”, per lo più malavitosi incriminati per rapine. In loro Mantini intravede un certo “cambiamento”, avvenuto nella realtà carceraria, per cui quegli uomini hanno unito, al loro carattere malavitoso, quello “ribelle”, che li porta a politicizzarsi, un po' per vera convinzione, un po' per opportunismo e un po' per più semplici motivi di costume dell'epoca. Con loro Mantini fonda il Collettivo George Jackson, intitolato a quest'ultimo attivista, che divenne marxista durante la sua reclusione in carcere. La sua intenzione è di applicare in Italia la prassi e la teoria di lotta politica delle Pantere Nere dei ghetti neri americani, cercando militanti tra gli appartenenti al sottoproletariato urbano che vivevano ai margini della legalità. In seguito, una volta usciti dal carcere, lui e altri che dividevano la cella sarebbero diventati dirigenti dei NAP (Nuclei Armati Proletari). Il collettivo Jackson ebbe una notevole importanza, in quanto fu la prima aggregazione di ex-detenuti politicizzati.

Tazebao apparsi a Firenze dopo l'uccisione di Mantini, avvenuta il 29 ottobre 1974, che invitavano ai suoi funerali.

La morte di Mantini avvenne il 29 ottobre 1974, durante una tentata rapina a scopo di autofinanziamento, ai danni della Cassa di Risparmio di Firenze in piazza Leon Battista Alberti a Firenze. Nel conflitto a fuoco con le forze dell'ordine (carabinieri Luciano Arrigucci, maresciallo, Domenico Romaniello, appuntato, e Mauro Conti) morì anche il ventenne Giuseppe Sergio Romeo, napoletano conosciuto in carcere. Furono invece catturati i suoi compagni Pietro Sofia e Pasquale Abatangelo, mentre un quinto rapinatore riuscì a fuggire.
Nelle ore immediatamente successive alla notizia della morte congiunta di Mantini (già noto per la sua attività politica) e Romeo (di cui erano noti i soli precedenti di comune delinquenza), vi furono perplessità nel qualificare la natura della rapina, che si risolsero dopo una telefonata anonima fatta a nome dei NAP, in cui veniva rivendicato il tentato "esproprio proletario" della banca e venivano rivelati i nomi dei terroristi catturati.
I suoi funerali, svolti il 31 ottobre, furono preceduti dall'affissione sui muri di Firenze di manifesti scritti a mano e firmati "Autonomia Proletaria Collettivo Autonomo Santa Croce e Collettivo Jackson", in cui Mantini era definito come "proletario rivoluzionario militante comunista".
L'8 luglio del 1975, a Roma, la sorella di Luca, Anna Maria Mantini, nome di battaglia "Luisa", fu uccisa in circostanze non chiarite da una squadra dell'antiterrorismo guidata dal questore Emilio Santillo, che aveva scoperto la sua abitazione grazie a una delazione. Nel 1976 l'agente Antonio Tuzzolino, responsabile della morte della Mantini, fu gravemente ferito alla colonna vertebrale in un atto di ritorsione.
Al nome del terrorista ucciso verrà intitolata una colonna toscana delle Brigate Rosse, detta "Brigata Luca Mantini" (circa 1977-1983), nonché i "Nuclei di Azione Territoriale (Luca e Annamaria Mantini)" (circa 2009), presenti in 5 città: Milano, Torino, Bergamo, Lecco e Bologna.

## Fonti
- Baruda, "Tre articoli sui NAP", baruda.net, Roma, 2008/2009
- Agenzia Giornalistica Italia, "La breve storia dei NAP", micciacorta.it, Torino, 30 maggio 2007
- Adriano Sofri, "Così D'Amato mi propose di eliminare i NAP",  micciacorta.it, Torino, 30 maggio 2007 (pubblicato su la Repubblica a pag. 27 il 30 maggio 2007)
- Adriano Sofri, "Sofri spiega quella mazzetta di omicidi che gli fu chiesta",  micciacorta.it, Torino, 29 maggio 2007 (pubblicato su Il Foglio del 29 maggio 2007)
- Redazione http://www.sisde.it/Gnosis/MainDb.nsf/HomePages/H18[collegamento interrotto], "Il terrorismo in Italia negli anni Settanta - I Nuclei Armati Proletari, ovvero carcere e mitra" Archiviato il 7 agosto 2009 in Internet Archive., http://www.sisde.it/Gnosis/MainDb.nsf/HomePages/H18[collegamento interrotto] dell'Agenzia Informazioni e Sicurezza Interna, Roma, 2006, n° 2
- AA.VV., "NAP - Nuclei Armati Proletari − Italia", Archivio '900 del Comune di Roma, Roma, 2006
- Ce.Do.St. - Centro di documentazione storico politica su stragismo, terrorismo e violenza politica, "NAP (Nuclei Armati Proletari)", Ce.Do.St. Bologna, 20 dicembre 2005

- Nuclei Armati Proletari, Intervista ai compagni dei NAP[collegamento interrotto], 1975
- Nuclei Armati Proletari, Volantino, ottobre 1974
- Nuclei Armati Proletari, Volantino, settembre 1974